# 泰州城遗址
泰州城遗址，位于江苏省泰州市海陵区，是中华人民共和国江苏省文物保护单位之一。
2011年12月30日，授予江苏省文物保护单位，是一座古遗址。